# Blackburn & Snow
Blackburn & Snow byla americká folk rocková hudební skupina, založená v roce 1965 v Berkeley. Členové skupiny byli kytarista a zpěvák Jeff Blackburn a zpěvačka Sherry Snow. 10. června 1967 skupina zahrála na festivalu Fantasy Fair and Magic Mountain Music Festival. Skupina nahrála jedno album Something Good for Your Head, které vyšlo až v roce 1999 u Big Beat Records.

## Diskografie
- 1999: Something Good for Your Head